# 鼠宿

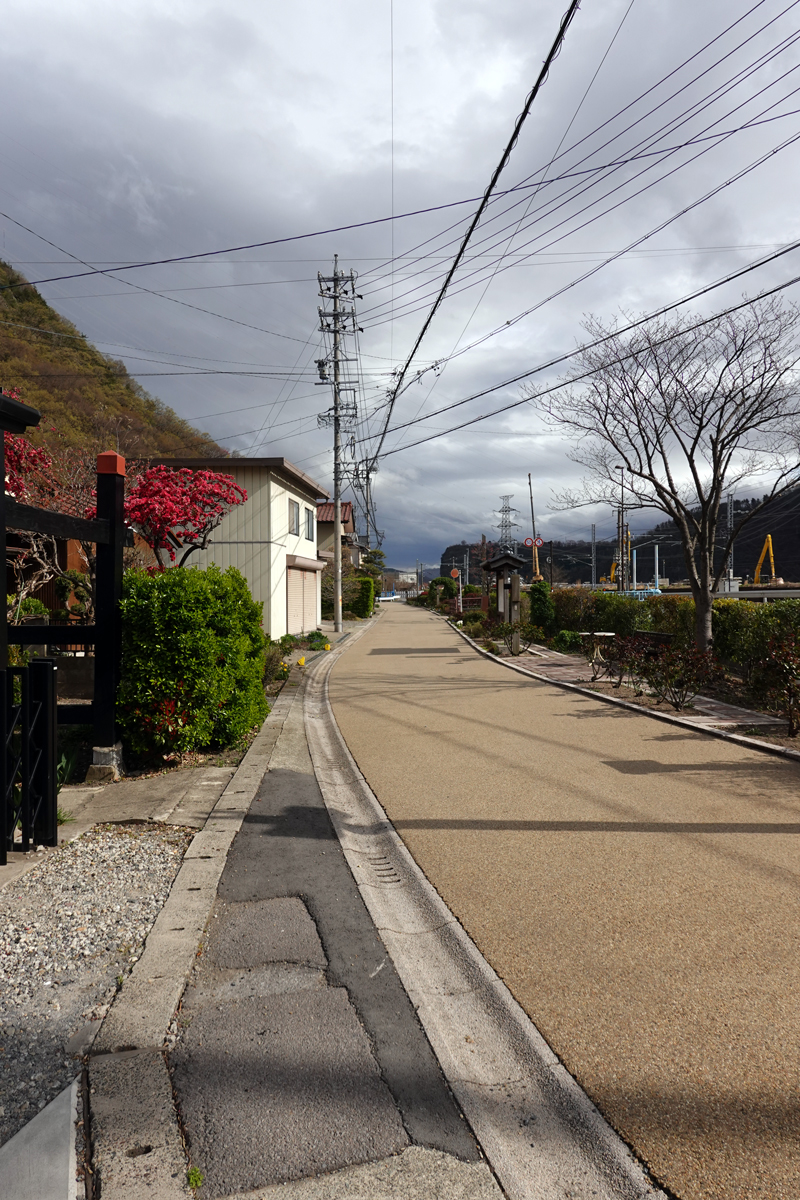
鼠宿の現在の様子

鼠宿（ねずみじゅく）は、長野県坂城町南条にあった北国街道の間の宿（あいのしゅく）であり、上田宿と坂木宿の間に位置した。起源は村上氏の時代にまで遡るとも言うが、宿として成立したのは元和8年（1622）真田信之が上田から松代に移封されてからである。松代藩の口留番所（くちどめばんしょ）と藩主専用の本陣（普通の宿では本陣に当たるものを「御茶屋」と称し、諸大名などが通る時は御本陣と名乗っていた）が置かれたことから始まった私設の宿であるため、泊まりは松代藩主の真田氏だけだったが、他の大名も中休（昼休）や小休等に利用していた。

## 概要
近接する絶壁の塩尻岩鼻に狼煙台があったことから、「寝不見（ねずみ）」が転じて鼠と呼ばれるようになったとされる。鼠という言葉が文献に現れるのは日本書紀の孝徳天皇紀の大化二年の条であり、全国征定のための軍団組織の中の斥候を指す言葉であった。鼠の地名は、このような斥候の人達によって造られた古代の前進基地に由来すると考えられる。
岩鼻の下を千曲川の急流が洗っていたため、街道は崖の中間にある切通しを迂回していた。この隘路を六寸街道と言い、崖伝いの険しい山道のため落石と滑落の危険があり、北国街道屈指の難所として知られた。加賀の前田候は参勤交代の際に岩鼻を通過すると、飛脚をたてて無事を国許に伝えたという。

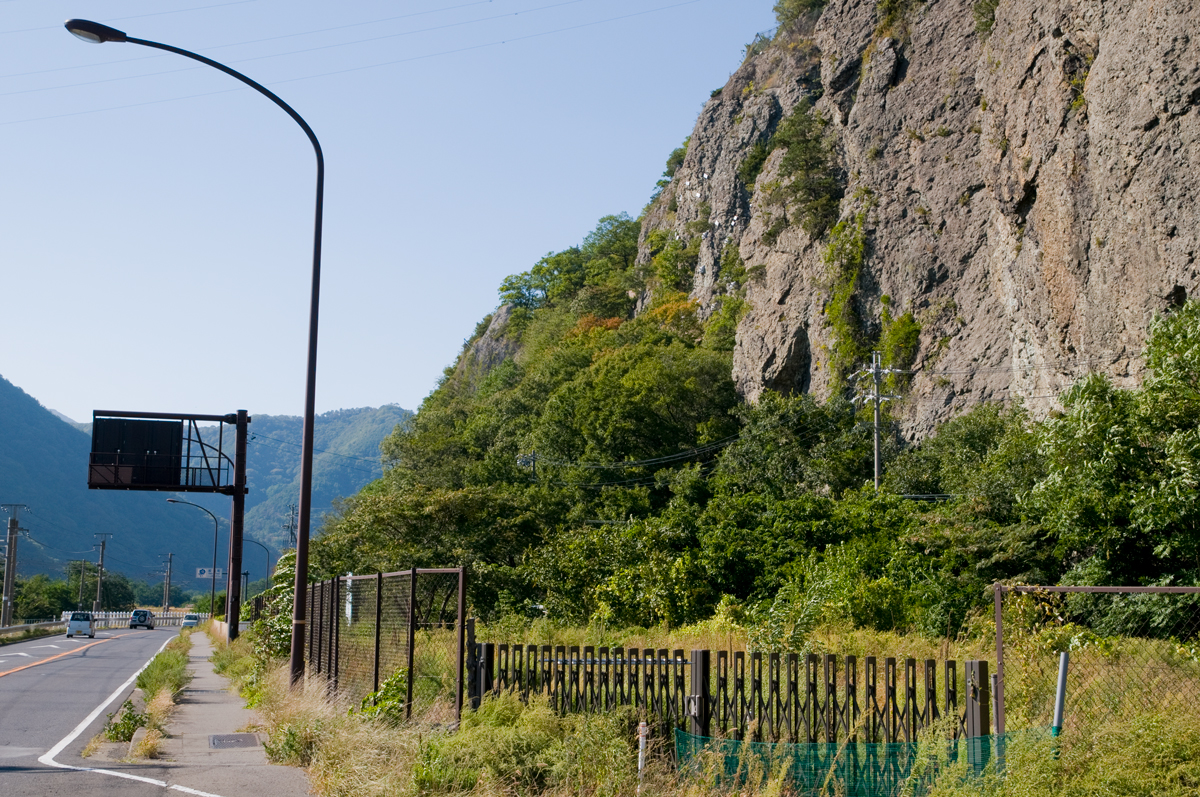
塩尻岩鼻の断崖絶壁（流紋岩から成る岩壁で、六寸街道はこの崖の中腹までよじ登る。）

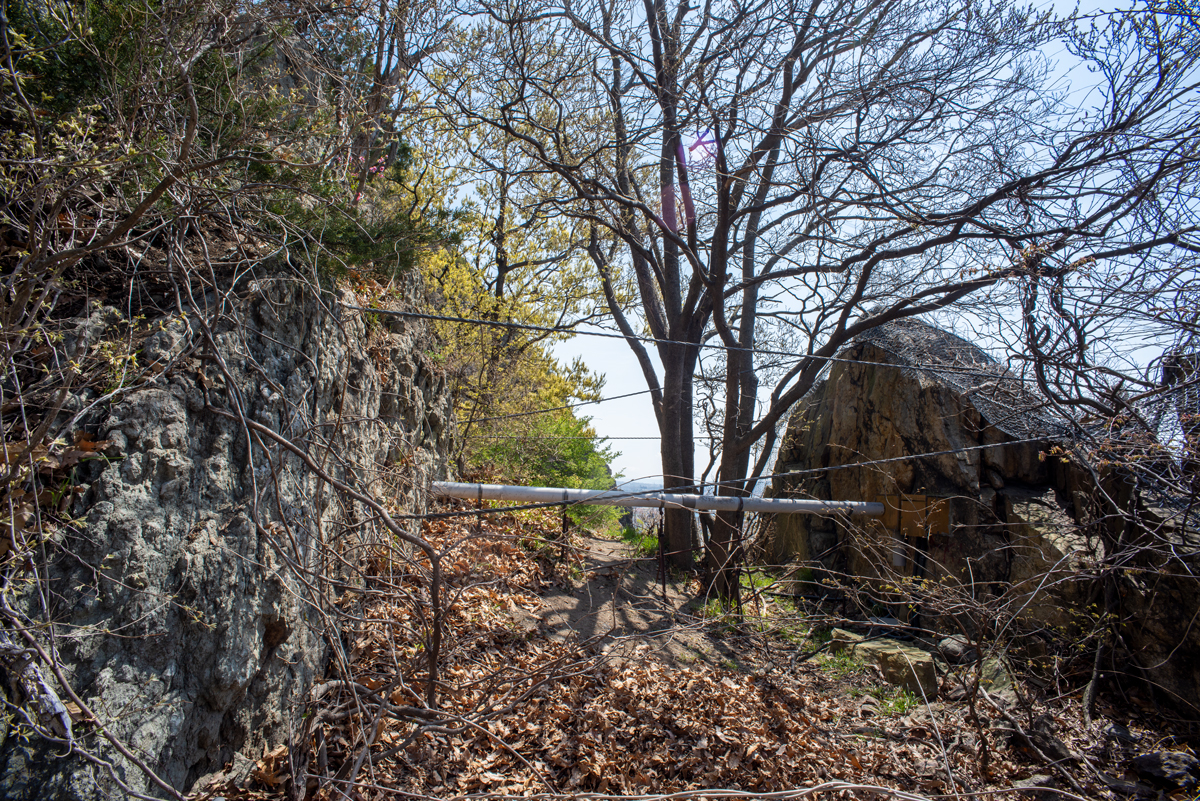
六寸街道の切通し

鼠宿は六寸街道の登り口にあたる。本陣、脇本陣、問屋、馬宿のほか、一般旅客の休息する茶屋もあり、宿場はにぎわった。
鼠宿口留番所は岩鼻の険と千曲川に面するため通行の監視に適し、上田藩と松代藩の境界に当たる要所であった。そのため松代藩の番所の中でも一番重要視されており、関所に準ずるものとして人改めも行っていた。